# جوناس باقر
جوناس باقر (بالدنماركية: Jonas Bager)‏ هو لاعب كرة قدم دنماركي في مركز الدفاع، ولد في 18 يوليو 1996 في Hadsten ‏ في الدنمارك. شارك مع منتخب الدنمارك تحت 21 سنة لكرة القدم. أما مع النوادي، فقد لعب مع نادي راندرس.

## وصلات خارجية
- جوناس باقر على موقع الاتحاد الأوربي (الإنجليزية)
- جوناس باقر على موقع قاعدة بيانات كرة القدم.إي يو (الإنجليزية)
- جوناس باقر على موقع Soccerway.com (الإنجليزية)
- جوناس باقر على موقع عالم كرة القدم.نت (الإنجليزية)